# Liste de compagnons de contrôleur de carrefour à feux
Les contrôleurs de carrefours à feux au cours de leur histoire ont souvent été associés à d'autres appareils allant de la simple interface de communication jusqu'à assurer des fonctions plus complexes: coordinations, télésurveillance, …
À un moment, a même été normalisé le système de télésurveillance PIAF (Pilote Informatique d'Armoire à Feux) similaire à ce qui se fait en LCR. Ce système, reconnu comme complexe de mise en œuvre, est actuellement totalement abandonné.
Maintenant les contrôleurs les plus récents sont suffisamment puissants pour ne plus nécessiter d'avoir recours à de l'intelligence déportée juste à-côté.
L'interfaçage entre les deux se faisait classiquement via des échanges en fil-à-fil (entrées-sorties physiques à la norme NF P 99-110 ou pas…!).

## Liste de matériels
- Marque GARBARINI :

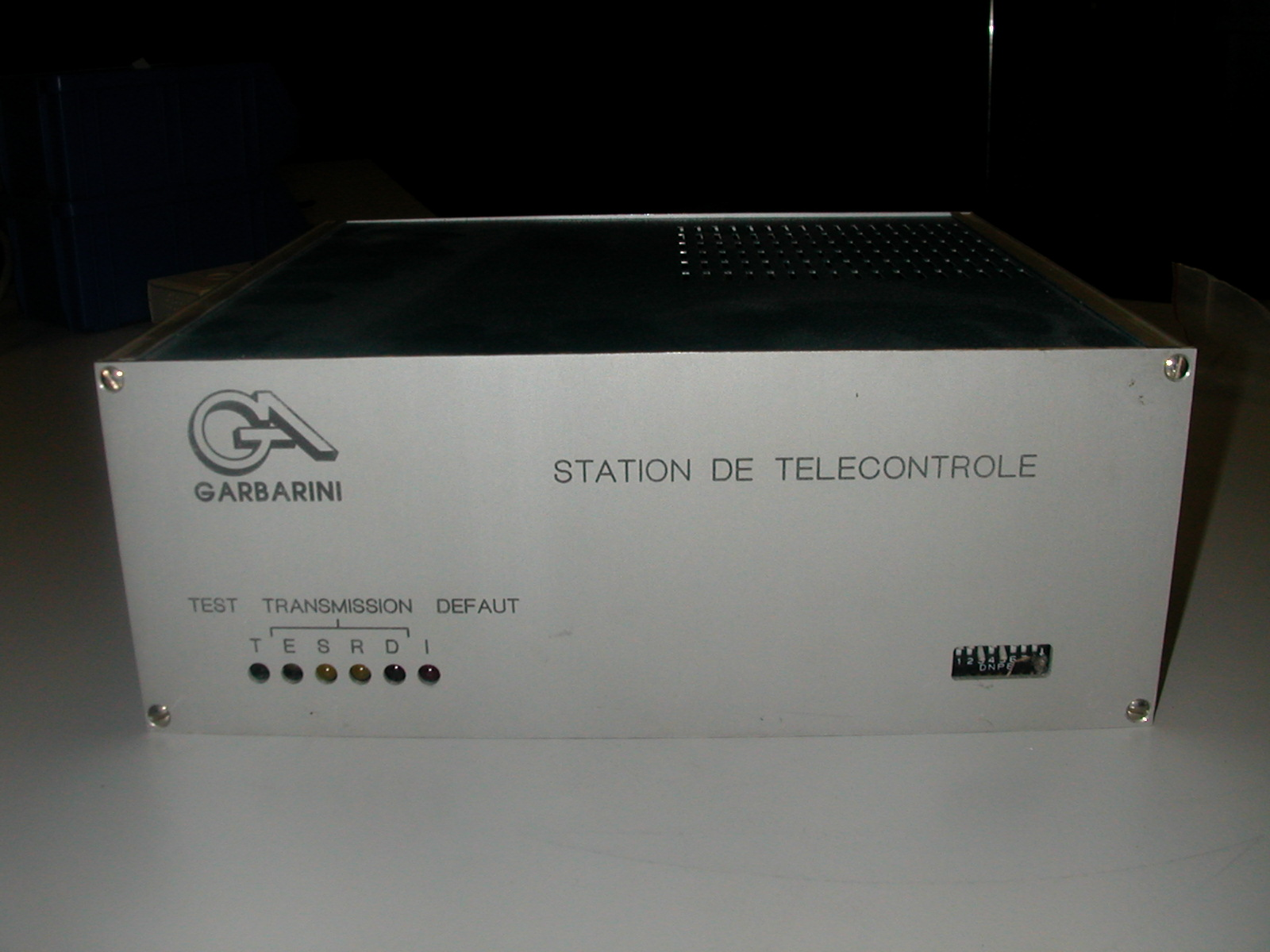
Matériel Garbarini STC

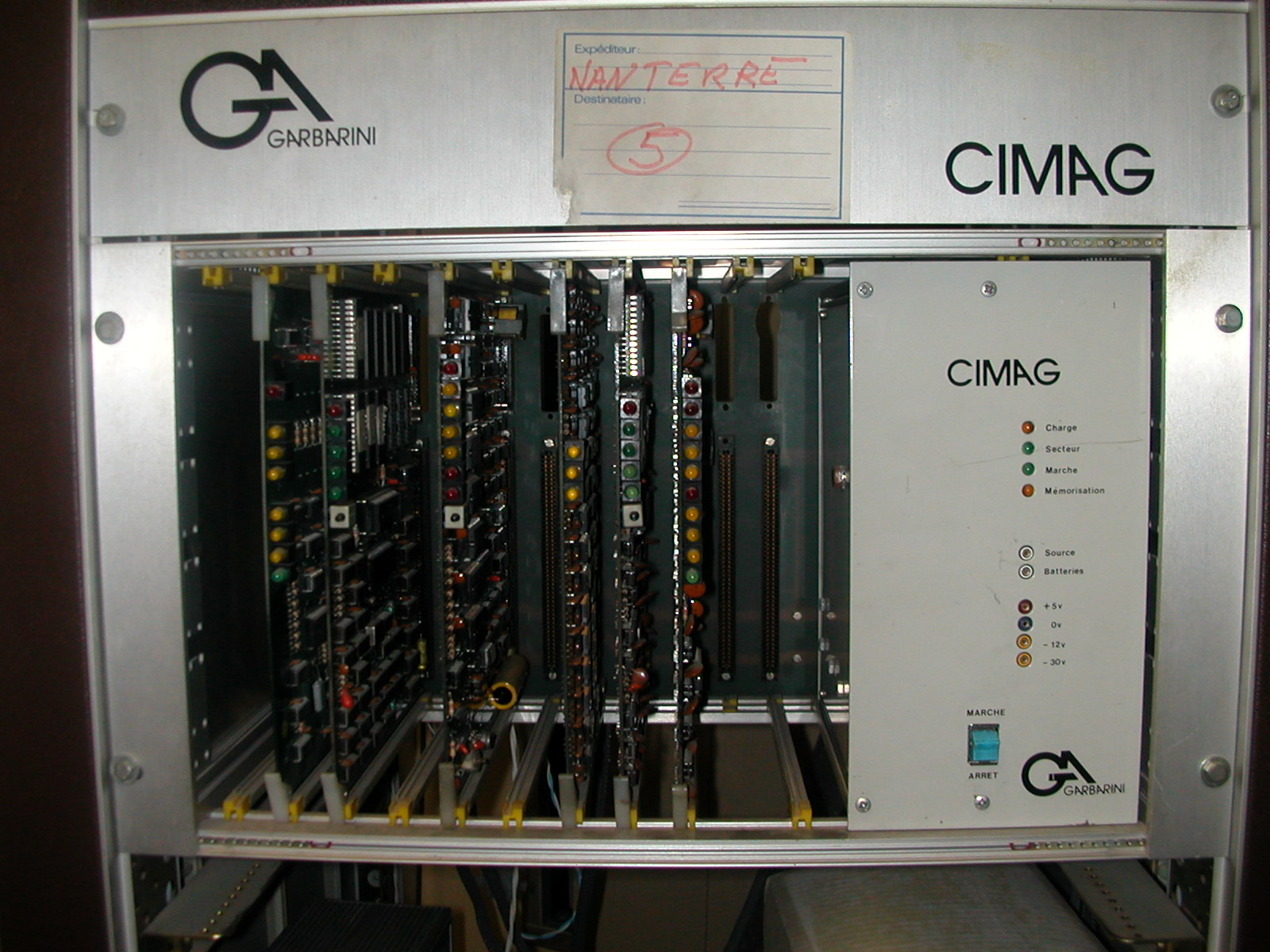
Matériel Garbarini CIMAG

  - STC (faisant office de coordination, piloté au niveau central par un CIMAG - liaison permanente)
  - Pegase (un PIAF - télésurveillance)
  - PIAF II (coordination/télésurveillance - liaison RTC)
  - Prodyn (commande de phase en demande d'état suivant une algorithme ONERA-CERT - liaison permanente avec un PC possible)
  - Tag (coordination/télésurveillance - liaison RTC)
  - Orion (protocole Diaser/coordination/télésurveillance/priorité VTC - liaisons RTC/GSM/GPRS et permanente en série/ethernet). Actuellement commercialisé.
- Marque SAGEM :
  - un PIAF?
- Marque THALES :
  - Carte CUB (liaison permanente).
  - Carte CUB-NG (liaison permanente). En fin de vie.

Les derniers modèles transmettaient directement des trames au protocole Diaser via une liaison série avec le contrôleur.